# فريتز هاوينسشيلد
فريتز هاوينسشيلد (بالألمانية: Fritz Retter)‏ (2 يوليو 1896 - 1965 بشتوتغارت في ألمانيا) هو لاعب كرة قدم ألماني في مركز الوسط. شارك مع منتخب ألمانيا لكرة القدم. أما مع النوادي، فقد لعب مع نادي شتوتغارت ونادي درسدن ‏.

## وصلات خارجية
- فريتز هاوينسشيلد على موقع قاعدة بيانات كرة القدم.إي يو (الإنجليزية)
- فريتز هاوينسشيلد على موقع ناشيونال فوتبول تيمز (الإنجليزية)
- فريتز هاوينسشيلد على موقع عالم كرة القدم.نت (الإنجليزية)